# Tomaž Humar
Pas d'image ? Cliquez ici
Piolets d'or
Tomaž Humar, né le 18 février 1969 à Ljubljana en Yougoslavie et mort aux alentours du 10 novembre 2009 dans le Langtang Lirung au Népal est un alpiniste slovène. Père de deux enfants, il résidait à Kamnik en Slovénie. Il réalise plus de 1 500 ascensions et gagne de nombreuses récompenses en alpinisme comme le Piolet d'Or en 1996 pour son ascension de l'Ama Dablam.
Il devient largement connu après son ascension en solo de la face sud du Dhaulagiri en 1999 considéré comme une des voies les plus mortelle de l'Himalaya avec 40 % de décès.
Durant une ascension en solo sur le Nanga Parbat en 2005, Tomaž Humar est pris dans une avalanche à presque 6 000 mètres d'altitude. Après six jours, il est sauvé par un hélicoptère de l'armée pakistanaise le 10 août 2005.
Le 28 octobre 2007, Tomaž Humar atteint le sommet est de l'Annapurna I (8 091 m) via une voie à l'Est de la face sud,.
Le 9 novembre 2009, Tomaž Humar qui fait une ascension en solo de la face sud du Langtang Lirung (dernière ascension connue en 1995), a un accident durant la descente. Il contacte le camp de base via un téléphone satellite le jour de l'accident signalant des blessures à la jambe, à la colonne vertébrale et aux côtes. Il est bloqué à 6300m pendant plusieurs jours son corps est retrouvé le 14 novembre 2012 à une altitude de 5600m.

## Ascensions notables

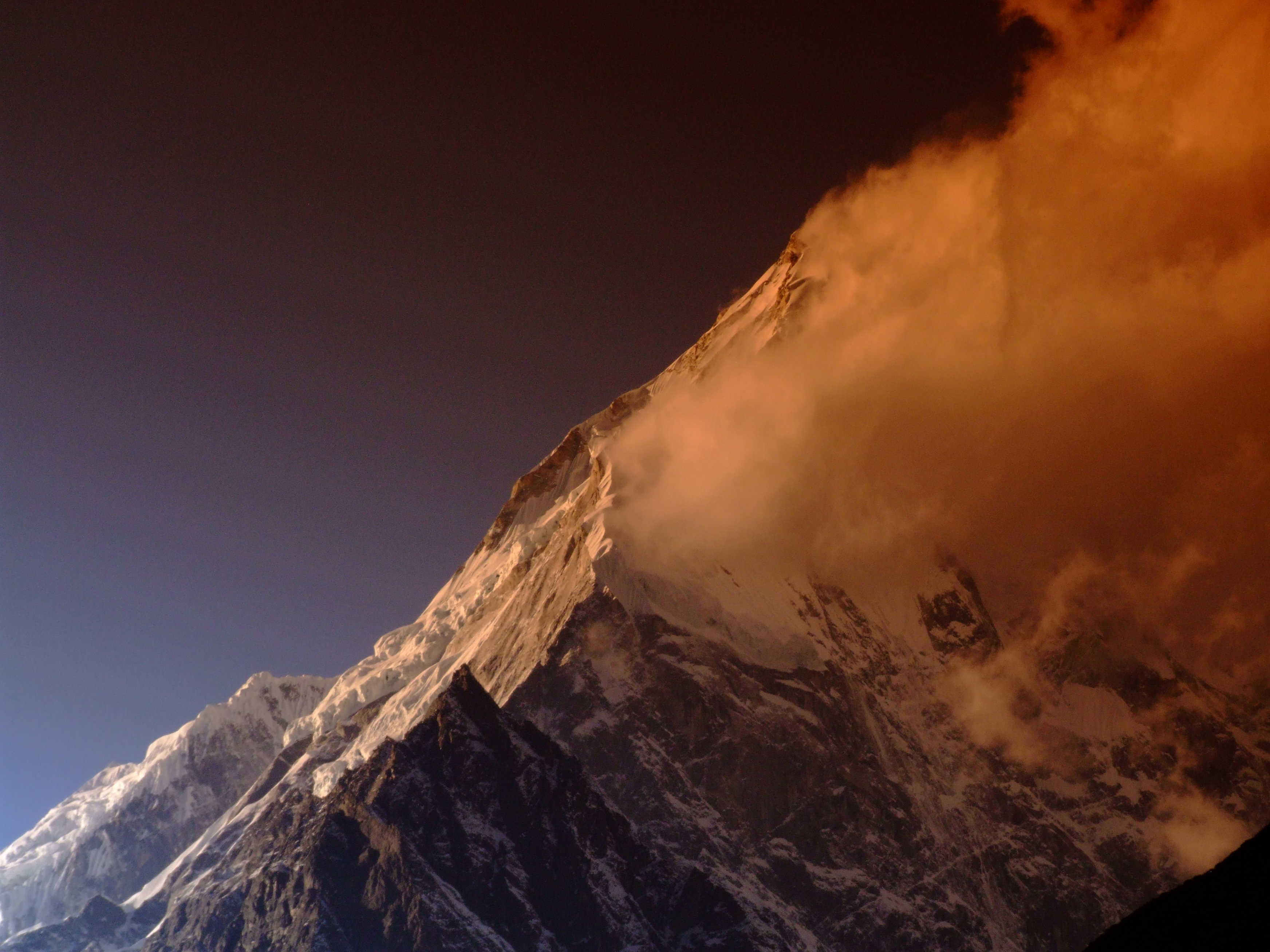
Langtang Lirung où il est mort durant la descente

- 13 novembre 1994 : Ganesh V (6 989 m), dans le Ganesh Himal, nouvelle variation sur la face sud-est avec Stane Belak-Šrauf
- 6 mai 1995 : Annapurna (8 091 m), face nord, voie des français, ascension en solo (seule expédition classique auquel il a participé)
- 4 mai 1996 : Ama Dablam (6 828 m), nouvelle voie sur la face nord-ouest avec Vanja Furlan
- 2 novembre 1996 : Bobaye (6 808 m), première ascension de ce sommet, face nord-ouest, voie Golden Heart, ascension en solo
- 1er octobre 1997 : Lobuche Est (6 119 m), face nord-est, nouvelle voie Talking About Tsampa, avec Janez Jeglič et Carlos Carsolio
- 9 et 11 octobre 1997 : Pumori (7 165 m), face sud-est, tentative d'une nouvelle voie jusqu'à 6 300 m - après un sauvetage, il atteint avec Janez Jeglič, Marjan Kovač le sommet Nord par la voie normale
- 31 octobre 1997 : Nuptse sommet ouest (7 742 m), face ouest, nouvelle voie, avec Janez Jeglič (qui meurt dans la descente)
- 26 octobre 1998 : El Capitan (2 307 m) (Yosemite), voie Reticent Wall A4-A5, 3e ascension solo (1er solo par un non-américain)
- 2 novembre 1999 : Dhaulagiri (8 167 m), nouvelle voie sur la face sud (jusqu'à 8 000 m, sans atteindre le sommet), ascension en solo
- 26 octobre 2002 : Shisha Pangma, (8 046 m), avec Maxut Zhumaiev, Denis Urubko, Aleksej Raspopov, Vassiliy Pivtsov
- Juin 2003 : Nanga Parbat (8 125 m), sa première tentative de la face sud dite face Rupal jusqu'à presque 6 000 m
- 22 décembre 2003 : Aconcagua (6 960 m), face sud, nouvelle voie avec Aleš Koželj
- Octobre 2004 : Jannu (7 464 m), face est, tentative en solo jusqu'à 7 000 m
- 23 avril 2005 : Cholatse (6 440 m), face nord-est deuxième ascension avec une nouvelle variation avec Aleš Koželj et Janko Oprešnik
- Août 2005 : Nanga Parbat (8 125 m), tentative en solo dans la face Rupal jusqu'à 7 000 m sauvé par un hélicoptère de l'armée pakistanaise.
- Octobre 2006 : Baruntse (7 129 m), face ouest de l'arête sud-est, solo
- 28 octobre 2007 : Annapurna (8 091 m), face sud, nouvelle voie, ascension solo.
- 8 novembre 2009 : Langtang Lirung (7 227 m), tentative sur la face sud, meurt durant la descente.